# 小野インターチェンジ

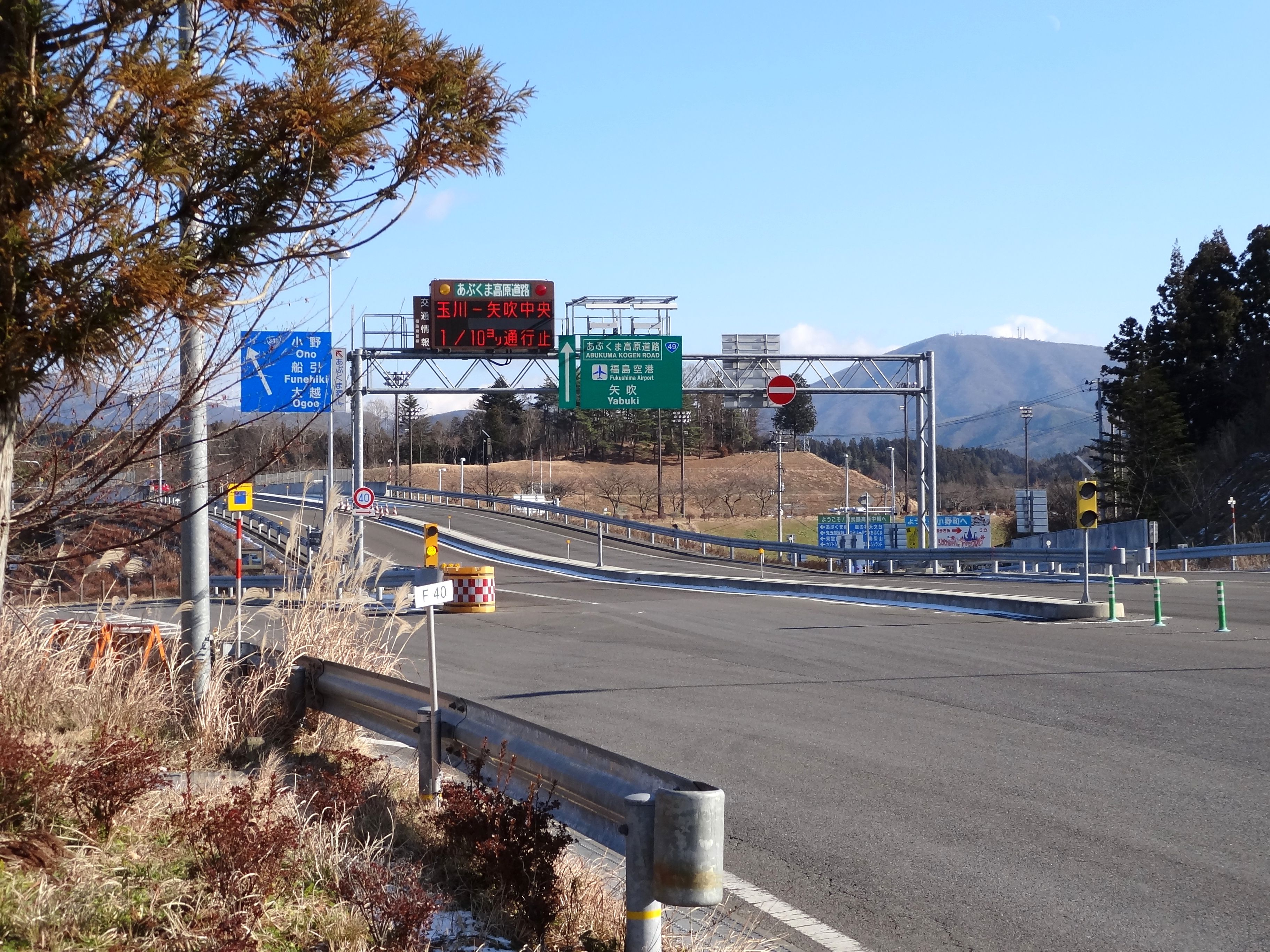
磐越自動車道とあぶくま高原道路、国道349号との接続地点

小野インターチェンジ（おのインターチェンジ）は、福島県田村郡小野町にある磐越自動車道とあぶくま高原道路、福島県道145号吉間田滝根線（広瀬工区）のインターチェンジである。
あぶくま高原道路は無料区間のため料金所はなく、インターチェンジの料金所では磐越自動車道のみの料金の収受を行う。東北自動車道とあぶくま高原道路、福島県道145号吉間田滝根線（広瀬工区）のジャンクションの機能を兼ねており、かつて出入口は、高架橋で磐越自動車道とあぶくま高原道路を直接接続し、側道で国道349号に接続する構造となっていたが、2024年（令和6年）4月13日に福島県道145号吉間田滝根線（広瀬工区）の当ICから滝根IC間が開通し、同区間の完成後は、あぶくま高原道路と福島県道145号吉間田滝根線（広瀬工区）が直結され、磐越自動車道および国道349号へ接続するランプを、トランペット型インターチェンジで分岐する構造へ変更された。

## 道路
- E49 磐越自動車道（2番）
- E80 あぶくま高原道路（8番）
- 福島県道145号吉間田滝根線（広瀬工区）（8番）
- 接続する道路：国道349号

## 料金所
- ブース数：4

### 入口
- ブース数：2
  - ETC専用：1
  - 一般：1

### 出口
- ブース数：2
  - ETC専用：1
  - 一般：1

## 形状
準直結Y型

## 周辺
- リカちゃんキャッスル
- あぶくま洞・入水鍾乳洞
- 福島交通小野出張所
- 小野新町駅（JR東日本・磐越東線）
- 小野町役場
- 田村警察署小野分庁舎
- 福島県立小野高等学校

## 小野バスストップ

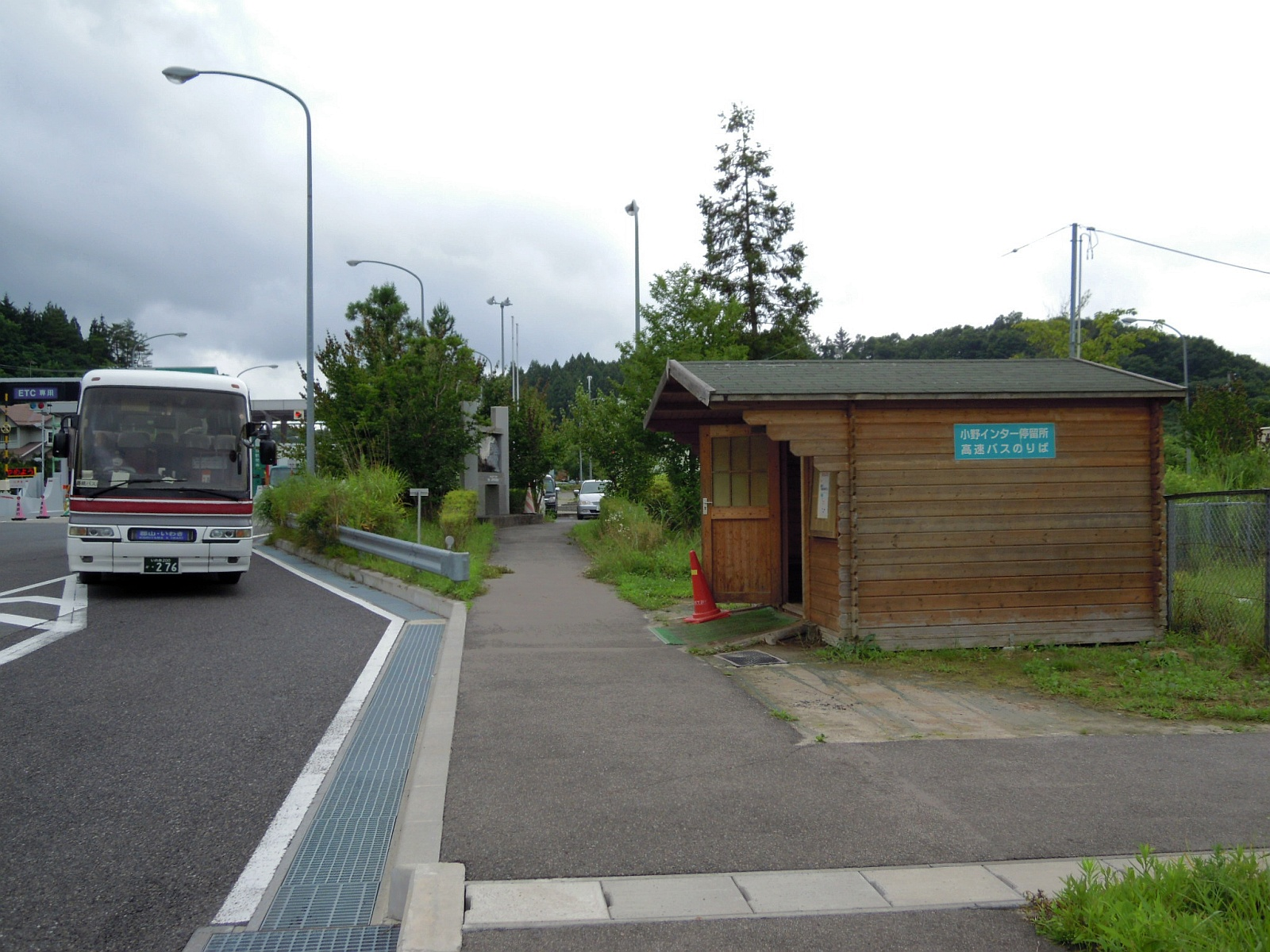
小野バスストップに到着したバスと待合所

2009年6月1日に料金所そばに設置されたバス停。
2005年春から2009年5月31日まではインター近くの小野公園に隣接して設置されていた。

### 停車路線
いずれの路線も乗降可能である。
- 福島 - いわき線（新常磐交通・福島交通）
福島西IC - 小野インター - いわき好間（いわき行） - いわき中央インター（いわき発）
- 会津若松 - 郡山 - いわき線（新常磐交通・福島交通・会津バス）
郡山駅 - 小野インター - いわき好間（いわき行） - いわき中央インター（いわき発）

## 隣
E49 磐越自動車道
(1) いわき三和IC - 差塩PA - (2) 小野IC - (2-1) 田村スマートIC - 阿武隈高原SA - (3) 船引三春IC
E80 あぶくま高原道路
(7) 平田IC - (8) 小野IC
福島県道145号吉間田滝根線（広瀬工区）
(8) 小野IC - (9) 滝根IC